# Wyliny-Ruś
Wyliny-Ruś – wieś w Polsce, położona w województwie podlaskim, w powiecie wysokomazowieckim, w gminie Szepietowo.
W latach 1975–1998 miejscowość administracyjnie należała do województwa łomżyńskiego.
W miejscowości: szkoła podstawowa, leśniczówka, sklep spożywczo-przemysłowy oraz remiza Ochotniczej Straży Pożarnej. Wieś dzieli się na starszą część oraz nowszą, wybudowaną po II wojnie światowej, zwaną potocznie Budowa (miał to być kołchoz).
Wierni kościoła rzymskokatolickiego należą do parafii Narodzenia NMP w Wyszonkach Kościelnych.

## Historia wsi
Miejscowość nad rzeczką Dzierżą.
W 1827 r. Wiliny Ruś, wieś prywatna, 14 domów i 139 mieszkańców. Powierzchnia użytków rolnych 1411 mórg. W roku 1867 awuls Wyliny należał do dóbr Wyszonki.
Pod koniec XIX w. Wilinyruś albo Wyliny, wieś i folwark w powiecie mazowieckim, gminie Piekuty, parafii Wyszonki
2 stycznia 1919 r. w pobliżu wsi polscy żandarmi zamordowali 4 z 5 członków misji Rosyjskiego Czerwonego Krzyża; 5 osoba zdołała zbiec.
W 1921 r. wyszczególniono:
- wieś Wyliny-Ruś. Było tu 41 budynków z przeznaczeniem mieszkalnym oraz 224 mieszkańców (108 mężczyzn i 116 kobiet). Narodowość polską podało 221 osób, a 3 inną
- folwark Wyliny-Ruś, gdzie naliczono 4 budynki z przeznaczeniem mieszkalnym oraz 87 mieszkańców (47 mężczyzn i 40 kobiet). Wszyscy podali narodowość polską[12].

## Zabytki
Obszary i obiekty chronione znajdujące się na terenie wsi:
Obiekty znajdujące się w ewidencji zabytków:
- spichlerz drewniany z 1865 r.
- pozostałości zespołu dworskiego, początek XX w.
  - czworak murowany, początek XX w.
  - powozownia murowana, początek XX w.
  - fragment alei dojazdowej świerkowej, 1. poł. XX w.
- zagroda nr 17:
  - dom drewniany, 1. poł. XIX w.
  - chlew drewniany, 1. poł. XX w.
- dwie mogiły żołnierskie z krzyżami betonowymi z września 1939 r.
- kapliczka murowana Matki Boskiej Częstochowskiej z 1932 r.

Stanowiska archeologiczne objęte ochroną konserwatorską:
- osada, ślady osadnicze średniowiecze, okres nowożytny[13]

## Środowisko
Niedaleko od wsi przepływa rzeka Mianka.
W leśnictwie Wyliny Ruś duży udział stanowią drzewostany w średnich i starszych klasach wieku.
W kompleksie leśnym Wyliny (fragment przewidziany do ochrony jako rezerwat przyrody) występuje 15 gatunków chronionych roślin naczyniowych i kilkanaście gatunków chronionych porostów oraz kilka siedlisk podlegających ochronie.
Chronione gatunki flory:
- widłak jałowcowaty – lycopodium annotinum
- widłak goździsty – lycopodium clavatum
- przylaszczka pospolita – hepatica nobilis
- wawrzynek wilczełyko – daphne mezereum
- kruszyna – frangula alnus
- pomocnik baldaszkowaty – chmaphila umbellata
- przytulia wonna – asperula odorata
- storczyk szerokolistny – orchis latifolia
- kruszczyk szerokolistny – epipactis helleborine[13]

Chronione gatunki fauny:
- jastrząb, lęgowy, accipiter gentilis
- zimorodek, lęgowy, zimujący, alcedo attis
- dzięcioł średni, lęgowy, dendrocopos medius
- skowronek borowy, lęgowy, lullula arborea

We wsi znajdują się złoża żwiru kategorii B1.